# Bad Cash Quartet (musikalbum)
Bad Cash Quartet är Bad Cash Quartets självbetitlade debutalbum, utgivet 1998.

## Låtlista
1. "Geffen"
2. "Dragqueen"
3. "You Are a Whore"
4. "Amuse You"
5. "Shy Lips"
6. "Our Tragic Friendship"
7. "Punken"
8. "Jonas sjöng"
9. "Balladen"
10. "Female Rtw"
11. "Poisened Oasis"
12. "Right Way"

### Fotnoter
1. ↑  ”Bad Cash Quartet”. Discogs.com. http://www.discogs.com/Bad-Cash-Quartet-Bad-Cash-Quartet/release/2160418. Läst 16 juni 2012.